# Nowa Huta-i Múzeum
A Nowa Huta-i Múzeum (lengyelül: Muzeum Nowej Huty) a Krakkói Városi Történeti Múzeum részlege, amely az egykori Światowid mozi épületében található Krakkó Centrum E városrészében. Az intézményt 2005. április 26-án nyitotta meg Krakkó akkori polgármestere, Jacek Majchrowski. Időszakos kiállításokat rendeznek benne, amelyek Krakkó legfiatalabb kerülete, Nowa Huta történetéhez és műemlékeihez kapcsolódnak.

## Története
2019. március 1-jén jött létre két krakkói intézmény, a Krakkói Városi Történeti Múzeumhoz tartozó Nowa Huta-i Történeti Múzeum egyik részlegének és a és a Lengyel Népköztársaság Múzeuma egyesülésével.
Az épületben 2005 óta működött  a Krakkói Városi Történeti Múzeum Nowa Huta-i történeti kirendeltsége, ahol több mint 30 kiállítást mutattak be. Az intézmény kutatásokat végzett, fejlesztett és információkat osztott meg Nowa Hutáról az őskortól napjainkig. Tudományos és népszerűsítő publikációkat adott ki Nowa Huta történetéről, oktatási tevékenységet is folytatott.
A Lengyel Népköztársaság Múzeuma 2013 áprilisa óta működött, és a krakkói önkormányzat, valamint a Kulturális és Nemzeti Örökség Minisztériuma közösen működtette. Az egykori Światowid mozi épületében kapott helyet. Találkozóhelye volt a Lengyel Népköztársaságról szóló különféle – politikai, társadalmi, erkölcsi, kulturális – narratíváknak, valamint a korszakról szóló beszélgetéseknek és vitáknak. Számos kiállításra hívta meg a krakkói lakosokat és a turistákat, amelyek közül néhány szupralokális jellegű volt – országos, sőt nemzetközi.
A Krakkói Városi Tanács döntése értelmében 2019. március 1-jével a Lengyel Népköztársaság Múzeuma beolvadt a Nowa Huta MHMK Történeti Kirendeltségébe, és az új intézmény a Nowa Huta Múzeum néven működik tovább.
Az új szervezeti egységet a Nowohucianin kiállítással avatták fel, amely része a Nowa Huta 70. évfordulója megünneplésének, valamint a Krakkói Múzeum által a 120. évfordulóra készített PrzeMieszczanie projektnek.
A választások 30. évfordulója alkalmából készült szabadtéri tárlatnak a Miénk ez a nap volt a címe.  című kiállítása.

## Bővítési projekt
2016. október 5-én hirdették ki a múzeum építészeti és építési tervére kiírt pályázat eredményét, valamint az állandó kiállítás elrendezési tervét a forgatókönyv kidolgozásával együtt. A MAE Multimedia Art & Education nyertes terve többek között kávézó, műhelytermek és nyári mozi kialakítását tartalmazza az épület tetején, valamint a főkiállítóterem elhelyezését az épület előtti tér alatt. Az épületben helyet kap továbbá: időszaki kiállítóterem, oktatási helyiségek, olvasóterem, hangoskönyvtár, érdemi műhelyek és egy szomszédos tér, ahol Nowa Huta lakói megvalósíthatják projektjeiket.
2019 februárjában befejeződött az építési terv, az állandó kiállítási forgatókönyv és az elrendezési tervek munkája. A Nowa Huta Múzeum ezen a szinten is ötvözi mindkét intézmény tapasztalatait: az állandó kiállítás középpontjában a kerület áll majd, melynek főszereplői a lakói, a Lengyel Népköztársaság története pedig a háttérben marad.

## Underground Nowa Huta
A Lengyel Népköztársaság Múzeuma 2015 óta végzi – a krakkói önkormányzat megbízásából – az Underground Nowa Huta turistaútvonalon végzett munkákat, valamint a projektet támogató oktatási és promóciós tevékenységeket. Ugyanebben az évben nyílt meg az Atomhorror kiállítás, az Óvóhelyek Nowa Hutában. Már körülbelül 70 000 ember látogatta meg. A menhelyekkel kapcsolatos információk a weboldalon is megtalálhatók.
2015-ben elkészült a tervezett útvonal körülményeinek tanulmánya, majd a következő évben a Nowa Huta óvóhelyek körüli turistaút kétváltozatos koncepciója és a projekt előzetes megvalósíthatósági tanulmánya is elkészült és bemutatásra került. Alkotói megjelölték azokat a helyszíneket, amelyeket az útvonal tartalmazhat. A Nowa Huta épületei alatt található több mint 250 óvóhely többsége nem alkalmas turisztikai használatra – ezek bérlők pincéi tömbházak alatt vagy raktárak különféle típusú intézmények alatt.
2017-ben elkészült a kiállítási elrendezés forgatókönyve és terve. Szerzői az 1950-es években az USA-ban feltalált, Lengyelországban csak nemrégiben alkalmazott örökségértelmezési módszert alkalmazták. Nemcsak tájékoztatást nyújt, hanem további kérdéseket is feltesz, és lehetővé teszi a címzettek számára, hogy saját tapasztalataikon keresztül szűrjék a történetet.
Az útvonal központja a birtokon lesz, a Szkolny 22. szám alatt, ahol egy kétrészes Óvóhelyek Nowa Hután - A hely szelleme, az idők szelleme című kiállítása lesz a kerületnek és a hidegháborúnak szentelve. Az épület alatt található óvóhely egészíti majd ki, ahol a látogatók legalább egy pillanatra átérezhetik a fenyegetést kísérő érzelmeket.
A projekt további két helyszínt foglal magában: egy óvóhelyet a birtokon: Szkolny 37. (ez a rész a Veszély állapota címet viseli) és Szkolny 9. (Az atom körül). A bemutatott létesítmények ugyan egy lakótelepen helyezkednek el, de a köztük lévő útvonalakat kijelölik, hogy a turisták megtekinthessék a kerület legfontosabb helyeit, megismerhessék történetét és Nowa Huta egyedi építészeti elrendezését.
2018-ban a projekt a megvalósítás szakaszába érkezett, amelyet konzerválási intézkedések és az épületek tulajdonosaival folytatott tárgyalások előztek meg. Az első objektum a birtokon lévő 3. számú gépészeti iskolakomplexum alatti bunker. A Veszélyállapot című kiállítás a veszély elől való elrejtőzés ösztönös igényéről beszél, amely mind az állatokra, mind az emberekre jellemző. Ezenkívül bemutatja többek között a világ legérdekesebb óvóhelyeit.

## Az egykori mozi belseje a múzeumi tevékenység előtt

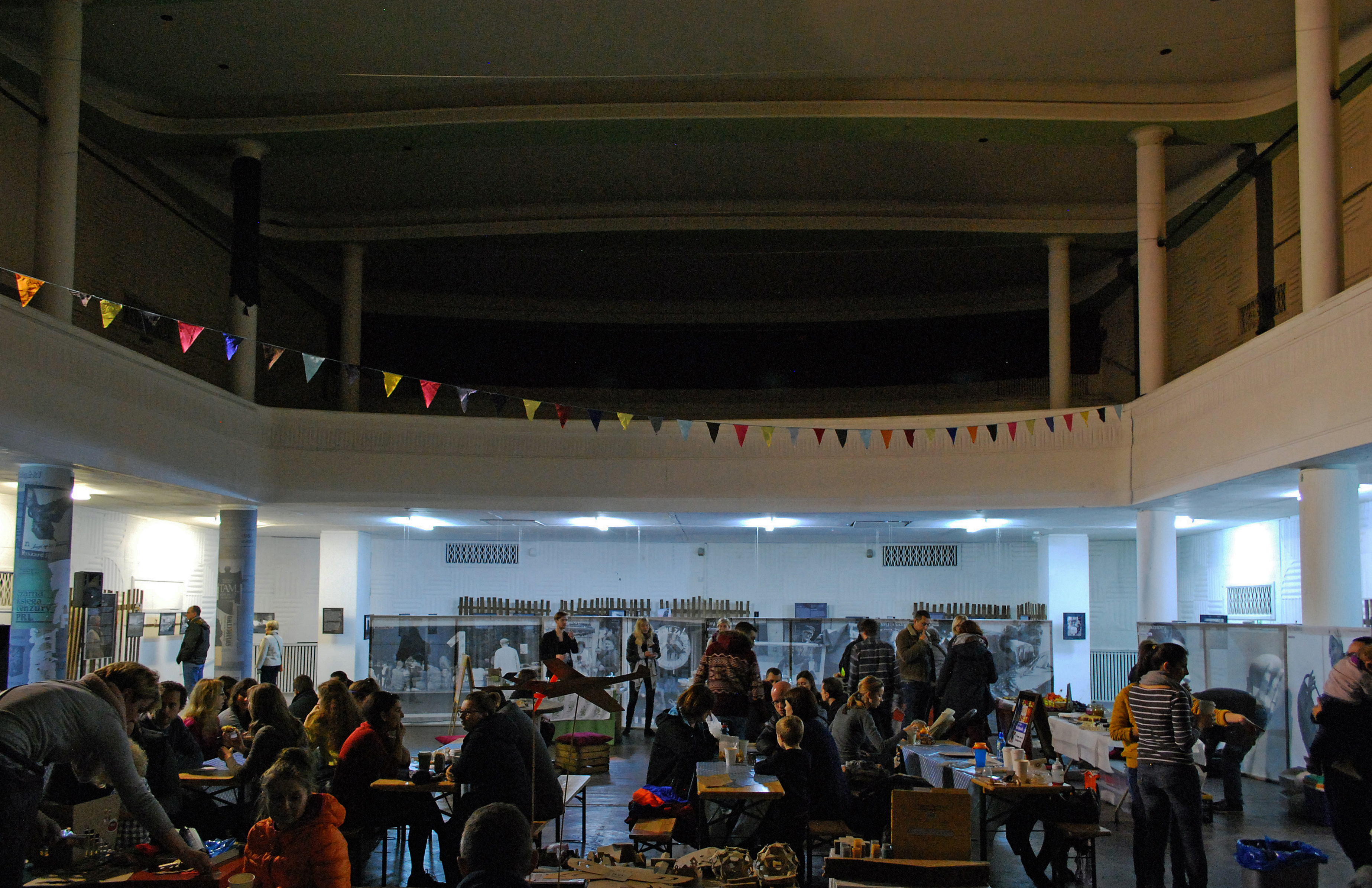
A nagyterem
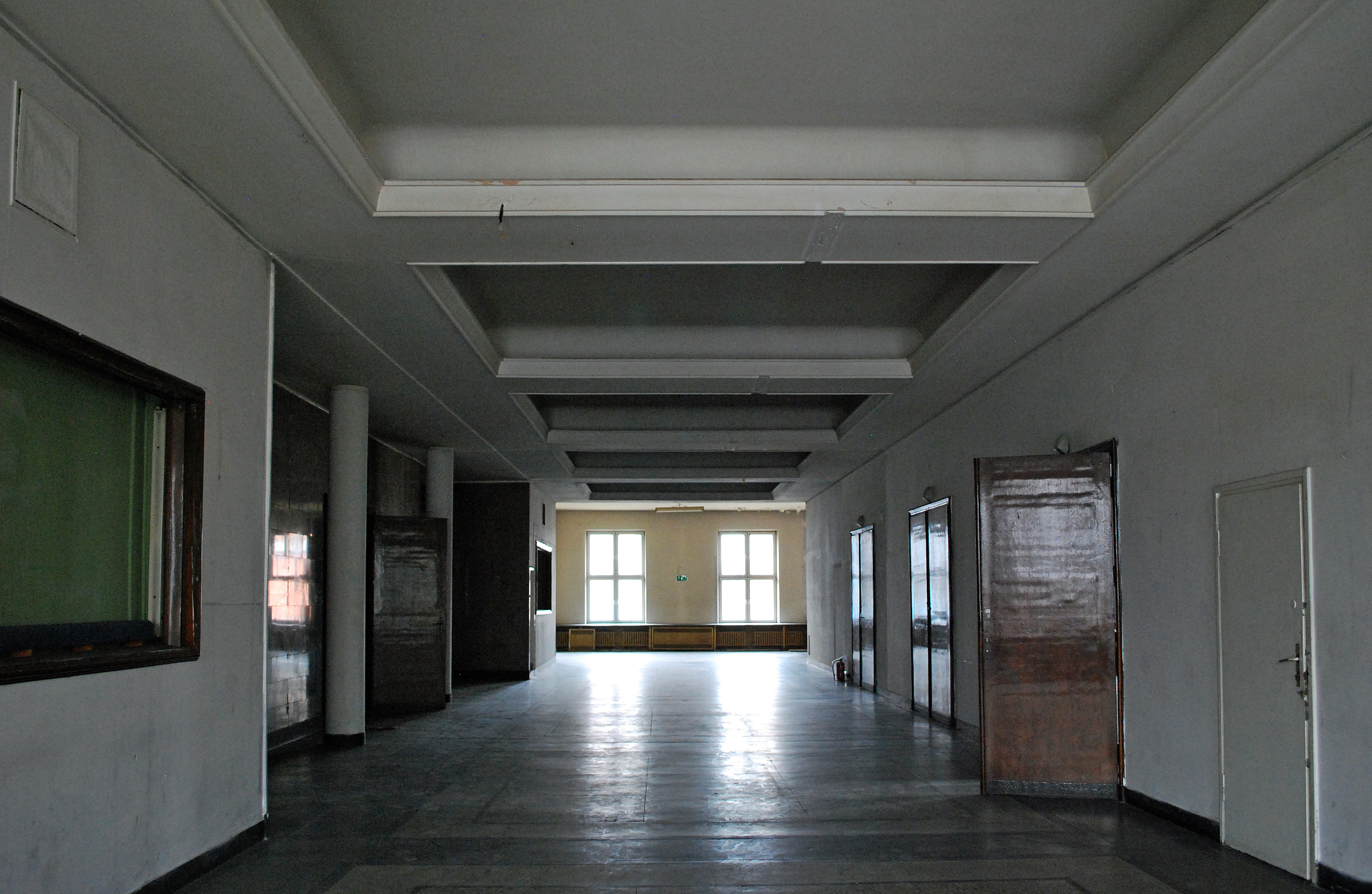
Folyosó az emeleten
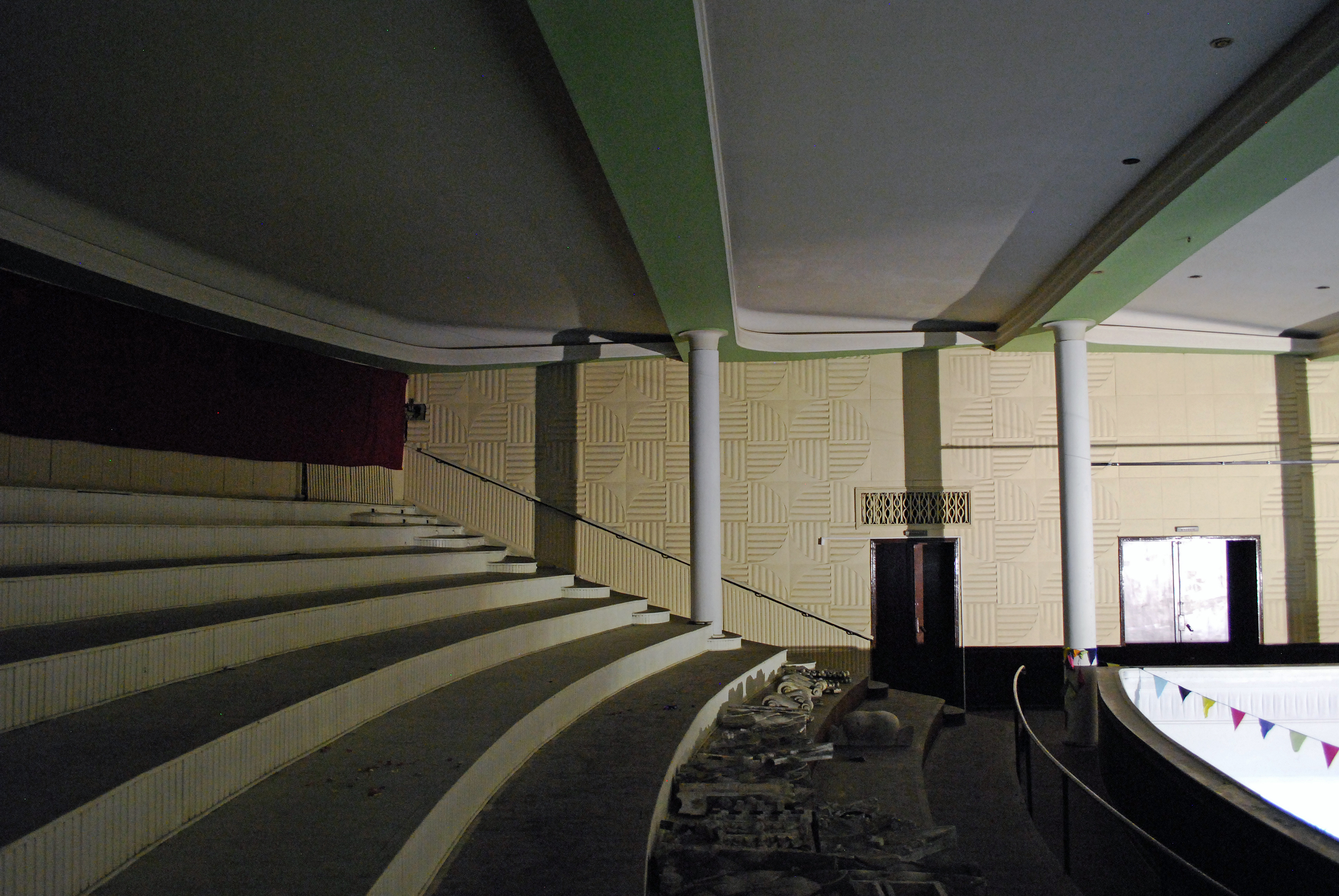
A nagyterem részlete
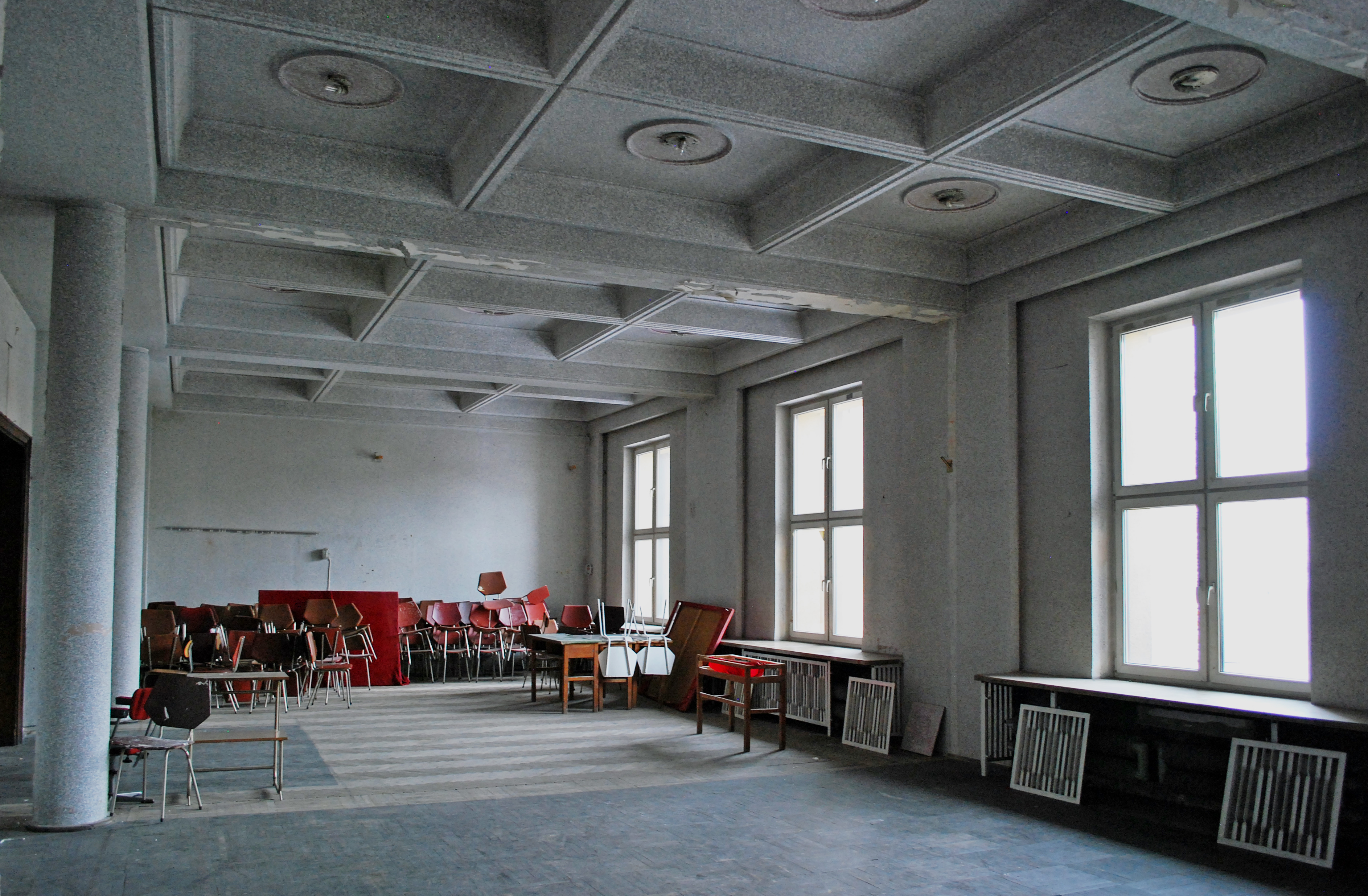
Egy kisebb terem
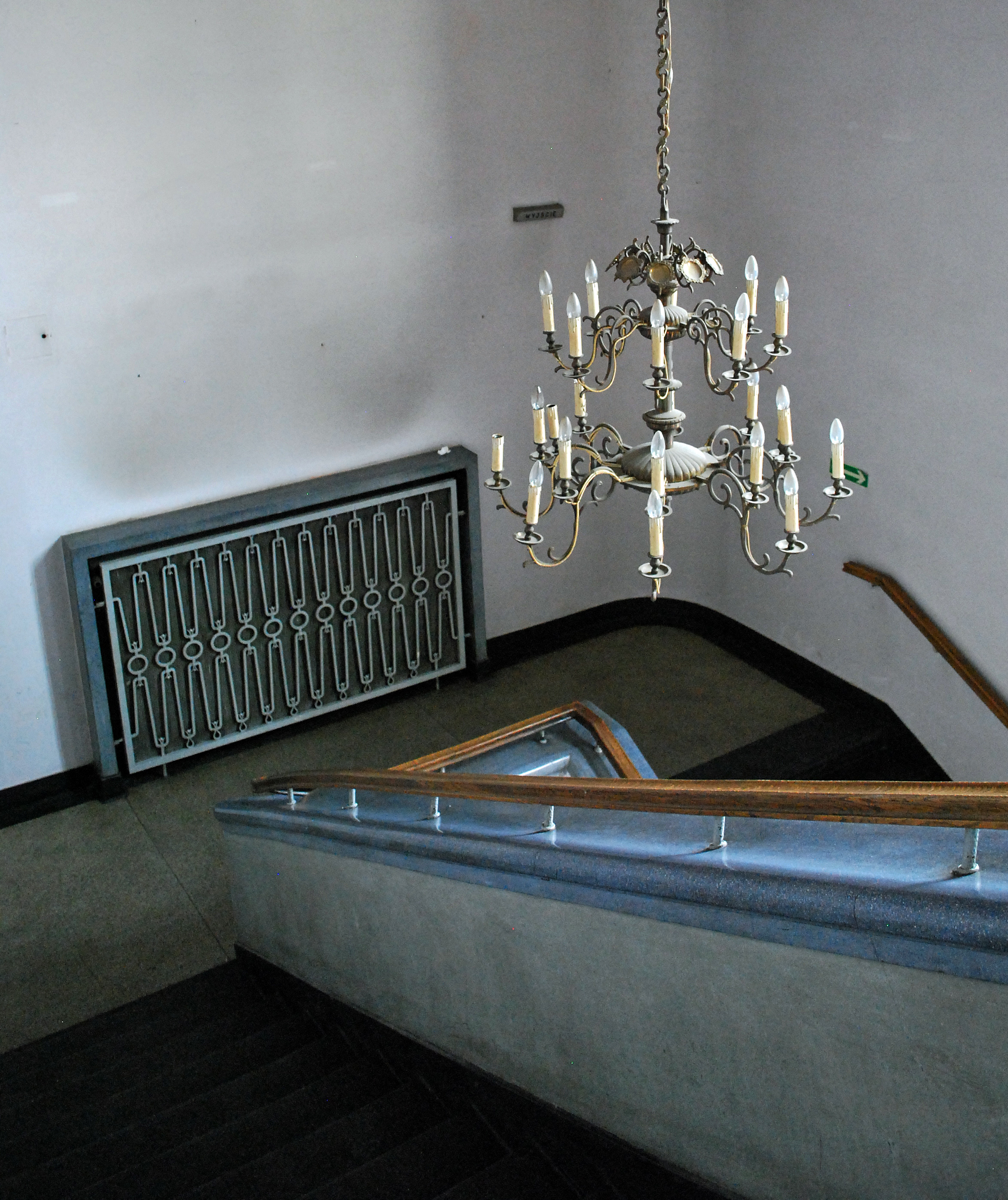
Lépcsőház

## Fordítás
- Ez a szócikk részben vagy egészben  a   Muzeum Nowej Huty című lengyel Wikipédia-szócikk ezen változatának fordításán alapul.  Az eredeti cikk szerkesztőit annak laptörténete sorolja fel. Ez a jelzés csupán a megfogalmazás eredetét és a szerzői jogokat jelzi, nem szolgál a cikkben szereplő információk forrásmegjelöléseként.